# Paracelis
Paracelis est une municipalité de 2e classe située dans la Mountain Province aux Philippines. Selon le recensement de 2010 elle est peuplée de 26 476 habitants.

## Barangays
Natonin est divisée en 11 barangays.

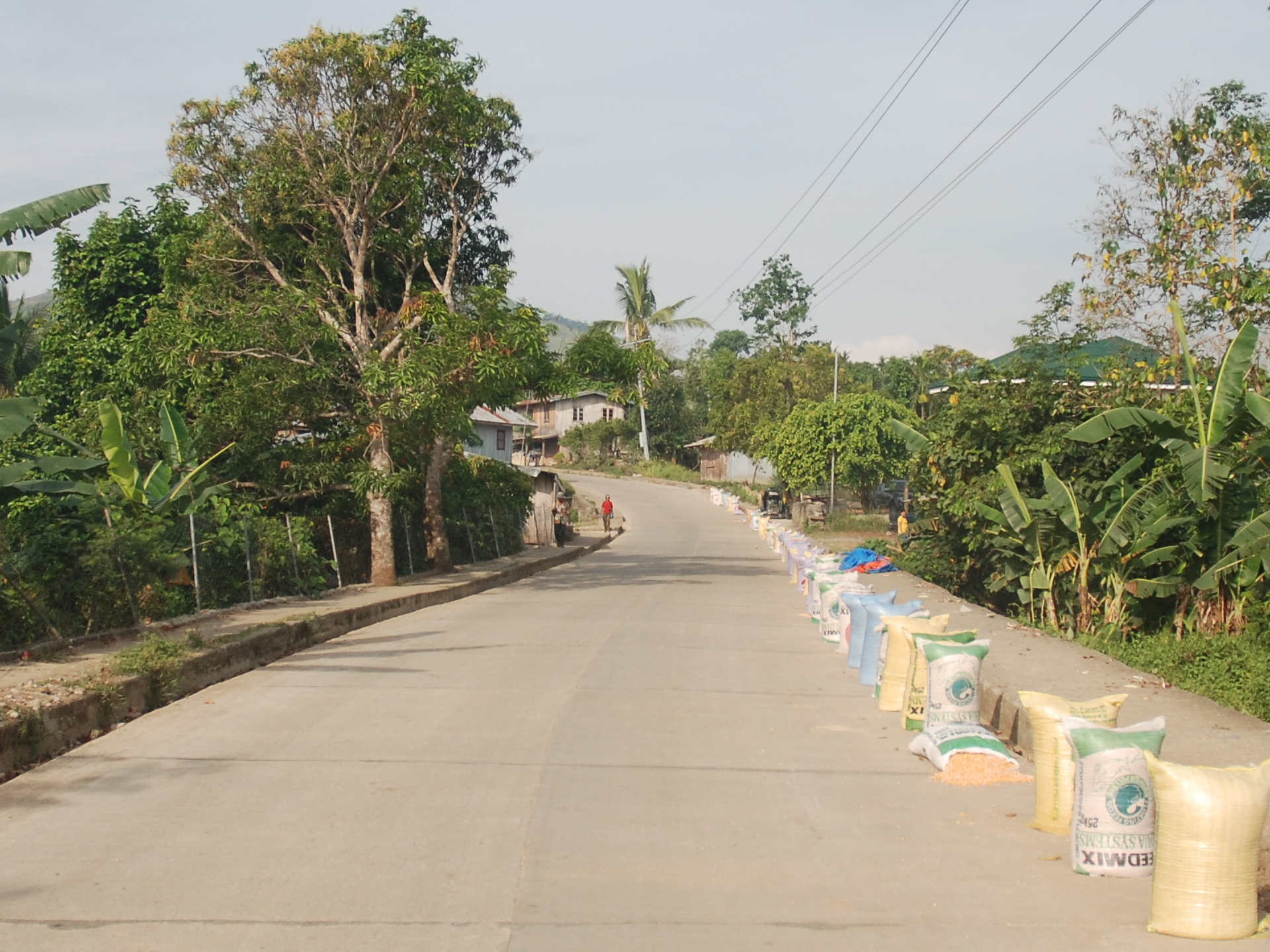
Chemin Natonin-Paracelis, segment Paracelis en direction ouest (EAGLE OF KOLBE) - Flickr

- Anonat
- Bacarri
- Bananao
- Bantay
- Butigue
- Bunot
- Buringal
- Palitod
- Poblacion

## Démographie
| Année | Habitants | Évolution |
| ----- | --------- | --------- |
| 1995  | 15 882    | -         |
| 2000  | 18 985    | 19,54 %   |
| 2007  | 24 705    | 30,13 %   |
| 2010  | 26 476    | 7,17 %    |